# Standing on the Shoulder of Giants Tour
Tournées par Oasis
Be Here Now Tour 
 (1997-1998) The Tour of Brotherly Love 
 (2001)
Le Standing on the Shoulder of Giants World Tour a été un tour mondial en 2000 du groupe de rock alternatif britannique Oasis. Le tour a été organisé pour la promotion du quatrième album du groupe, Standing on the Shoulder of Giants. C'est de ce tour que fut enregistré et publié un album live à Wembley, Familiar to Millions.

## Programme
La setlist typique de ce tour était :
1. Fuckin' in the Bushes
2. Go Let It Out
3. Who Feels Love?
4. Supersonic
5. Shakermaker
6. Acquiesce
7. Step Out (Gallagher/Wonder/Cosby/Moy)
8. Gas Panic!
9. Roll With It
10. Stand by Me
11. Where Did It All Go Wrong? (Acoustique)
12. Wonderwall
13. Cigarettes & Alcohol
14. Don't Look Back in Anger
15. Live Forever
16. Hey Hey, My My (Into the Black) (Young)
17. Champagne Supernova
18. Rock 'n' Roll Star

Les chansons Helter Skelter des Beatles, et My Generation de The Who ont été quelquefois joués lors des tours japonais et anglais. Who Feels Love? était quelquefois joué en acoustique. 
Lorsque le groupe joue Cigarettes and Alcohol, ils commencent le morceau par une version instrumentale de Tomorrow Never Knows des Beatles, et le finissent par le thème de Whole Lotta Love de Led Zeppelin.

## Premières dates japonaises et européennes
- 11 mars - World Hall - Osaka (Japon)
- 12 mars - World Hall - Osaka (Japon)
- 14 mars - Green Hall - Hiroshima (Japon)
- 16 mars - Army Hall - Sendai (Japon)
- 21 mars - Bataclan - Paris (France)
- 23 mars - Ancienne Belgique - Brussels (Belgique)
- 25 mars - E-Werk - Koln (Allemagne)

## Dates nord-américaines
- 5 avril - Paramount Theater - Seattle (États-Unis)
- 6 avril - Schnitzer Auditorium - Portland OR (États-Unis)
- 8 avril - Berkeley Community Theater - San Francisco CA (États-Unis)
- 9 avril - Universal Amphitheater - Los Angeles CA (États-Unis)
- 11 avril - Hard Rock Hotel - Las Vegas NV (États-Unis)
- 13 avril - Auditorium Theater - Denver CO (États-Unis)
- 15 avril - State Theater - Minneapolis MN (États-Unis)
- 16 avril - Riverside Theater - Milwaukee WI (États-Unis)
- 18 avril - Chicago Theater - Chicago IL (États-Unis
- 19 avril - State Theater - Detroit MI (États-Unis)
- 21 avril - EJ Thomas Hall - Akron OH (États-Unis)
- 22 avril - Murat Center - Indianapolis IN (États-Unis)
- 24 avril - Palace Theater - Columbus OH (États-Unis)
- 26 avril - Tower Theater - Philadelphia PA (États-Unis)
- 27 avril - Orpheum Theatre - MA (États-Unis)
- 29 avril - Maple Leaf Gardens - Toronto (Canada)
- 1er mai - Radio City Music Hall - New York NY (États-Unis)
- 3 mai- Patriot Centre - VA (États-Unis)
- 5 mai- Music Midtown - Atlanta GA (États-Unis)
- 8 mai- Sports Palace - Mexico (Mexique)

## Premières dates européennes
- 17 mai - Praca Sony - Lisbonne (Portugal)
- 19 mai - Plasa De Toros La Cubierta De Leganes - Leganes (Espagne)
- 30 mai - Filaforum - Milan (Italy)
- 31 mai - Zurcher Saalsporthalle - Zurich (Switzerland)
- 2 juin - Wiener Stadthalle - Vienne (Autriche)
- 3 juin - Haus Auensee - Leipzig (Allemagne)
- 5 juin - C.O.S "Torwar" - Warsaw (Pologne)
- 7 juin - Arena - Berlin (Allemagne)
- 9 juin - Rock AM Ring - Nurbourg (Allemagne)
- 10 juin - Pinkpop Festival - Landgraaf (Pays-Bas)
- 11 juin - Rock Im Park - Nurnbourg (Allemagne)
- 15 juin - Hultsfred 2000 - Hultsfred (Suède)
- 18 juin - Heinken Jammin Festival - Imola (Italy)
- 19 juin - Le Dome - Marseille (France)
- 21 juin - Fete De La Musique - Paris (France)
- 22 juin - Sporthalle - Hambourg (Allemagne)
- 30 juin - Werchter Festival - Werchter (Belgique)
- 1er juillet - Roskilde Festival - (Danemark)
- 2 juillet - Ruisrock - Turku (Finlande)
- 4 juillet - Palacio De La Comunidad - Barcelone (Espagne)
- 6 juillet - Quart 2000 Kristiansand (Norvège)
- 8 juillet - Lansdowne Road - Dublin (Irlande)
- 9 juillet - Eurokeenes Festival - Belfort (France)
- 12 juillet - Rockwave Festival - Athènes (Grèce)

## Dates anglaises
- 15 juillet - Reebok Stadium - Bolton
- 16 juillet - Reebok Stadium - Bolton
- 21 juillet - Wembley Stadium 1924 - Londres
- 22 juillet - Wembley Stadium 1924 - Londres
- 26 juillet - Paleo Festival - Nyon (Suisse)
- 29 juillet - Murrayfield Stadium - Edimbourg

## Deuxièmes dates européennes
- 4 août - Bennicassim Festival - Bennicassim (Espagne)
- 6 août - Sudoeste Festival - Odemira (Portugal)
- 8 août - Sziget Festival - Budapest (Hongrie)
- 12 août - Skanderborg - Skanerborg (Danemark)
- 23 août - Gijon Festival - Gijon (Espagne)
- 25 août - Reading Festival - Reading (Royaume-Uni)
- 26 août - Glasgow Green Festival - Glasgow (Royaume-Uni)
- 28 août - Leeds Festival - Leeds (Royaume-Uni)